# Kirchberg (Alto Reno)
Kirchberg é uma comuna francesa na região administrativa de Grande Leste, no departamento Alto Reno. Em 2010 a comuna tinha 765 habitantes (densidade: 113,5 hab./km²).